# Винниківський повіт
 Винниківський повіт — адміністративна одиниця коронного краю Королівство Галичини та Володимирії у складі Австро-Угорщини (до 1867 року назва держави — Австрійська імперія).

## Історія
Повіт існував у 1854—1867 роках. 1854 року була проведена адміністративна реформа, згідно з якою у складі Королівства Галичини та Володимирії були утворені повіти. 1867 року були скасовані округи, а повіти реорганізовані: частина зникла, а частина збільшилася за рахунок інших. Винниківський повіт було приєднано до Львівського, але у структурі судоустрою залишився Винниківський судовий повіт, який існував у 1867—1918 рр. у складі Львівського адміністративного повіту.
У 1908—1912 суддею у Винниківському судовому повіті був Рак Антін .